# Friedrich Böhme (Marineoffizier)
Friedrich Böhme (* 8. Mai 1899 in Varel; † 21. September 1984 in Glückburg) war ein deutscher Kapitän zur See der Kriegsmarine.

## Leben
Friedrich Böhme trat am 8. Mai 1916 als Kriegsfreiwilliger in die Kaiserliche Marine ein und kam in die II. Matrosen-Artillerie-Abteilung nach Wilhelmshaven. Später diente er in Minensuchflottillen.
Nach dem Krieg trat er am 1. April 1921 als Seeoffizieranwärter in die Reichsmarine ein. Es folgten seine Beförderungen zum Fähnrich zur See (am 1. April 1923), zum Leutnant zur See (am 1. Oktober 1925) und zum Oberleutnant zur See (am 1. Juli 1927). 1931 war er Lehrer an der Küstenartillerieschule in Wilhelmshaven. Am 1. November 1933 wurde er Kapitänleutnant, war 1935 weiterhin Lehrer an der Küstenartillerieschule.
In der Kriegsmarine wurde Böhme am 1. Oktober 1937 zum Korvettenkapitän befördert. Ab 1. November 1938 war er Referent an der Marine-Flugabwehr- und -Küstenartillerieschule.
Von der Indienststellung im September 1939; Böhme war bereits ab April 1939 zur Baubelehrung für den Zerstörer abkommandiert; bis zum Untergang im April 1940 war er als Korvettenkapitän Kommandant des Zerstörers Anton Schmitt. Unter seinem Kommando nahm das Schiff an der Schlacht um Narvik teil. Dabei trafen beim Angriff der britischen 2. Z-Flottille zwei Torpedos das Schiff, der Zerstörer brach auseinander und sank. Böhme überlebte den Untergang.
Als ab Mai 1940 in Narvik ein Seekommandant Narvik eingerichtet wurde, übernahm er bis zum Wechsel der Dienststelle im August 1940 in den neu geschaffenen Bereich des Admirals der norwegischen Polarküste den Dienstposten als Seekommandant Narvik. Mitte September 1940 wurde der Zerstörer Z 23 in Dienst gestellt, er wurde dessen Kommandant und blieb dies bis Mai 1942. Am 20. Januar 1942 rammte Z 23 bei einer Nebelfahrt von Kirkenes nach Tromsø kurz nach dem Auslaufen das durch Grundberührung festsitzende Schwesterschiff Z 24 am Heck und riss sich dabei das Vorschiff auf. Ab Anfang Februar 1942 befand sich Z 23 für Umrüstarbeiten in der Werft in Bremerhaven. Am 25. März 1942 wurde er mit dem Deutschen Kreuz in Gold ausgezeichnet. Als Kommandant von Z 23 wurde er am 1. April 1941 zum Fregattenkapitän befördert.
Anschließend war Böhme bis Februar 1943 als Marineverbindungsoffizier zur Luftflotte 5 eingesetzt. Von März 1943; er hatte das Kommando von Konteradmiral Ernst Scheurlen übernommen; bis September 1943 war er letzter Kommandeur der Marine-Flugabwehrschule I in Swinemünde. Am 1. April 1943 wurde er Kapitän zur See. Im Oktober 1943 wurden die Marine-Flakschulen umstrukturiert und in diesem Zuge wurde er zum Höheren Kommandeur der Marineflugabwehr- und Küstenartillerieschulen, einer neu in Swinemünde eingerichteten Dienststelle, ernannt. Im Mai 1944 gab er das Kommando an Kapitän zur See Karl-Conrad Mecke ab.
Im Juni 1944 wurde er mit der Einrichtung Kommandeur und Einsatzleiter der Kleinkampfmittel in Frankreich, auch K-Stab West genannt. Von Ende Juni 1944 bis Ende August 1944 führte er die Kleinkampfverbände in der Operation Neptune in der Normandie. Während des Unternehmens Bruno konnten die von Böhme entsandten Kleinkampfverbände den Erfolg des Unternehmens erreichen. Aufgrund der hohen Verluste der K-Verbände entschied er die Reste der K-Flottillen 362 und 211 am 18. August 1944 endgültig aus der Normandie abzuziehen. Im Oktober 1944 übernahm er von Werner Hartmann die Führung der Kleinkampfverbände in der Operation Shingle im Ligurischen Meer (ab Dezember 1944 K-Stab Süd). Am 26. August 1944 erhielt er als Kommandeur der Kleinkampfmittel in Frankreich das Ritterkreuz des Eisernen Kreuzes verliehen. In der Kommandierung blieb er bis Kriegsende.
In den Dolomiten kam er am 8. Mai 1945 in amerikanische Kriegsgefangenschaft und wurde im Juli 1945 an die Engländer ausgeliefert. Bis 9. Mai 1948 blieb er in Kriegsgefangenschaft.